# Tale e quale show - Il torneo (terza edizione)
La terza edizione del talent show Tale e quale show - Il torneo (spin-off di Tale e quale show) è andata in onda dal 14 novembre fino al 28 novembre 2014 su Rai 1 per 3 puntate in prima serata sempre con la conduzione di Carlo Conti.

## Il programma
Questo spin-off prevede una gara fra dodici VIP, i primi tre classificati della Categoria Uomini e le prime tre classificate della Categoria Donne della terza edizione del programma e i primi tre classificati della Categoria Uomini e le prime tre classificate della Categoria Donne della quarta edizione del programma, impegnati nell'imitazione di personaggi celebri del mondo della canzone, attraverso la reinterpretazione dei brani di questi ultimi dal vivo. Al termine della serata vengono sottoposti al giudizio di una giuria. Ogni giurato dichiara i suoi voti per ciascun concorrente al termine della puntata, assegnando da cinque a sedici punti. Inoltre, ciascun concorrente in gara deve dare cinque punti ad uno dei concorrenti, o a se stesso, che si sommano a quelli assegnati dalla giuria, determinando così la classifica della puntata. Ogni settimana si riparte poi dai punti accumulati dai concorrenti nelle puntate precedenti, arrivando poi al vincitore assoluto del programma, decretato all'ultima puntata attraverso una classifica che tiene conto per il 60% del televoto e per il restante 40% della somma dei punti accumulati dai concorrenti nelle tre puntate.

## Cast

### Concorrenti

#### Uomini
| Concorrente      | Edizione di provenienza | Posizione |
| ---------------- | ----------------------- | --------- |
| Amadeus          | 3ª                      | 3º        |
| Matteo Becucci   | 4ª                      | 3º        |
| Attilio Fontana  | 3ª                      | 1º        |
| Fabrizio Frizzi  | 3ª                      | 4º        |
| Alessandro Greco | 4ª                      | 5º        |
| Valerio Scanu    | 4ª                      | 2º        |

#### Donne
| Concorrente       | Edizione di provenienza | Posizione |
| ----------------- | ----------------------- | --------- |
| Fiordaliso        | 3ª                      | 8º        |
| Clizia Fornasier  | 3ª                      | 5º        |
| Rita Forte        | 4ª                      | 6º        |
| Roberta Giarrusso | 4ª                      | 4º        |
| Serena Rossi      | 4ª                      | 1º        |
| Silvia Salemi     | 3ª                      | 7º        |

Nota: Fabrizio Frizzi e Fiordaliso hanno preso parte al torneo al posto di Kaspar Capparoni (che ha rinunciato a prendervi parte) e Roberta Lanfranchi (impegnata in commedie teatrali).

#### Fuori gara
- Gabriele Cirilli

### Giudici
La giuria è composta da:
- Loretta Goggi
- Christian De Sica
- Claudio Lippi

### Coach
Coach dei concorrenti vip sono:
- Maria Grazia Fontana: vocal coach
- Pinuccio Pirazzoli: maestro d'orchestra
- Emanuela Aureli: imitatrice
- Fabrizio Mainini: coreografo
- Daniela Loi: vocal coach
- Silvio Pozzoli: vocal coach

## Puntate

### Prima puntata
| Ordine | Canzone e cantante imitato                            | Concorrente       | Punteggio | De Sica | Goggi | Lippi | Concorrenti |
| ------ | ----------------------------------------------------- | ----------------- | --------- | ------- | ----- | ----- | ----------- |
| 5      | I've seen that face before (Libertango) - Grace Jones | Roberta Giarrusso | 62        | 13      | 15    | 14    | 20          |
| 6      | Vivo per lei - Giorgia                                | Serena Rossi      | 62        | 15      | 16    | 16    | 15          |
| 6      | Vivo per lei - Andrea Bocelli                         | Matteo Becucci    | 50        | 16      | 14    | 15    | 5           |
| 8      | Futura - Lucio Dalla                                  | Attilio Fontana   | 40        | 11      | 12    | 7     | 10          |
| 7      | Purple Rain - Prince                                  | Valerio Scanu     | 40        | 14      | 13    | 13    | -           |
| 11     | Quanno chiove - Pino Daniele                          | Alessandro Greco  | 35        | 10      | 11    | 9     | 5           |
| 3      | Insieme a te non ci sto più - Caterina Caselli        | Rita Forte        | 33        | 12      | 10    | 11    | -           |
| 2      | Rehab - Amy Winehouse                                 | Silvia Salemi     | 28        | 7       | 9     | 12    | -           |
| 4      | 29 Settembre e Io ho in mente te - Maurizio Vandelli  | Fabrizio Frizzi   | 27        | 9       | 8     | 10    | -           |
| 10     | Kobra - Donatella Rettore                             | Fiordaliso        | 23        | 8       | 7     | 8     | -           |
| 9      | Snow on the Sahara - Anggun                           | Clizia Fornasier  | 23        | 6       | 6     | 6     | 5           |
| 1      | Rocking Rolling - Scialpi                             | Amadeus           | 15        | 5       | 5     | 5     | -           |

Duetto della puntata: Matteo Becucci e Serena Rossi hanno interpretato Andrea Bocelli e Giorgia con Vivo per lei.

Ospiti: Paola Cortellesi e Raoul Bova

### Seconda puntata
| Ordine | Canzone e cantante imitato                                          | Concorrente       | Punteggio | De Sica | Goggi | Lippi | Concorrenti |
| ------ | ------------------------------------------------------------------- | ----------------- | --------- | ------- | ----- | ----- | ----------- |
| 5      | I'll never love this way again - Dionne Warwick                     | Rita Forte        | 69        | 16      | 14    | 14    | 25          |
| 2      | You're the first, the last, my everything - Barry White             | Alessandro Greco  | 57        | 13      | 12    | 12    | 20          |
| 3      | Tra te e il mare - Laura Pausini                                    | Serena Rossi      | 47        | 15      | 16    | 16    | -           |
| 6      | Quello che le donne non dicono - Fiorella Mannoia                   | Roberta Giarrusso | 44        | 9       | 15    | 15    | 5           |
| 7      | Strong enough - Cher                                                | Valerio Scanu     | 35        | 14      | 10    | 11    | -           |
| 4      | L'estate sta finendo, No tengo dinero e Vamos a la playa - Righeira | Fabrizio Frizzi   | 32        | 12      | 6     | 9     | 5           |
| 11     | No Woman, No Cry e Jamming - Bob Marley                             | Attilio Fontana   | 31        | 10      | 13    | 8     | -           |
| 1      | La bambola - Patty Pravo                                            | Silvia Salemi     | 31        | 7       | 11    | 13    | -           |
| 4      | L'estate sta finendo, No tengo dinero e Vamos a la playa - Righeira | Amadeus           | 28        | 11      | 7     | 10    | -           |
| 9      | Total Eclipse Of The Heart - Bonnie Tyler                           | Fiordaliso        | 26        | 6       | 8     | 7     | 5           |
| 10     | L'ultimo bacio - Carmen Consoli                                     | Clizia Fornasier  | 23        | 8       | 9     | 6     | -           |
| 8      | Un giorno credi e Sono solo canzonette - Edoardo Bennato            | Matteo Becucci    | 15        | 5       | 5     | 5     | -           |

Duetto della puntata: Fabrizio Frizzi e Amadeus hanno interpretato i Righeira con L'estate sta finendo, No tengo dinero e Vamos a la playa.

### Terza puntata
| Ordine | Canzone e cantante imitato                                 | Concorrente       | Punteggio | De Sica | Goggi | Lippi | Concorrenti |
| ------ | ---------------------------------------------------------- | ----------------- | --------- | ------- | ----- | ----- | ----------- |
| 6      | I Will Always Love You - Whitney Houston                   | Serena Rossi      | 73        | 16      | 16    | 16    | 25          |
| 9      | Imagine - John Lennon                                      | Attilio Fontana   | 46        | 12      | 13    | 11    | 10          |
| 3      | Don't Stop Me Now e We Are The Champions - Freddie Mercury | Matteo Becucci    | 44        | 14      | 15    | 15    | -           |
| 4      | L'emozione non ha voce - Adriano Celentano                 | Alessandro Greco  | 41        | 13      | 14    | 14    | -           |
| 12     | Heart of Glass - Blondie                                   | Clizia Fornasier  | 40        | 10      | 10    | 10    | 10          |
| 8      | Come foglie - Malika Ayane                                 | Roberta Giarrusso | 38        | 8       | 12    | 13    | 5           |
| 7      | Un amore così grande - Claudio Villa                       | Valerio Scanu     | 38        | 15      | 11    | 12    | -           |
| 5      | La Bomba - King Africa                                     | Amadeus           | 31        | 11      | 8     | 7     | 5           |
| 10     | Datemi un martello e Geghegè - Rita Pavone                 | Fiordaliso        | 27        | 7       | 6     | 9     | 5           |
| 11     | Casta Diva - Maria Callas                                  | Silvia Salemi     | 26        | 9       | 9     | 8     | -           |
| 2      | La Pioggia - Gigliola Cinquetti                            | Rita Forte        | 19        | 6       | 7     | 6     | -           |
| 1      | Vita Spericolata - Vasco Rossi                             | Fabrizio Frizzi   | 15        | 5       | 5     | 5     | -           |

Ospiti: Ambra Angiolini, Lillo & Greg, Paolo Conticini e Flavio Insinna

### Cinque punti dei concorrenti
| Puntata | Amadeus   | Becucci | Fiordaliso | Fontana   | Fornasier | Forte      | Frizzi  | Giarrusso | Greco     | Rossi     | Salemi    | Scanu      |
| ------- | --------- | ------- | ---------- | --------- | --------- | ---------- | ------- | --------- | --------- | --------- | --------- | ---------- |
| Prima   | Giarrusso | Rossi   | Giarrusso  | Fornasier | Fontana   | Rossi      | Fontana | Greco     | Giarrusso | Becucci   | Giarrusso | Rossi      |
| Seconda | Forte     | Greco   | Forte      | Frizzi    | Greco     | Fiordaliso | Forte   | Forte     | Forte     | Greco     | Greco     | Giarrusso  |
| Terza   | Fontana   | Rossi   | Amadeus    | Fornasier | Fontana   | Rossi      | Rossi   | Rossi     | Fornasier | Giarrusso | Rossi     | Fiordaliso |

### Risultati

#### Classifica dei giudici
| Posizione | Concorrente       | Punti Totali |
| --------- | ----------------- | ------------ |
| 1         | Serena Rossi      | 182          |
| 2         | Roberta Giarrusso | 144          |
| 3         | Alessandro Greco  | 133          |
| 4         | Rita Forte        | 121          |
| 5         | Attilio Fontana   | 117          |
| 6         | Valerio Scanu     | 113          |
| 7         | Matteo Becucci    | 109          |
| 8         | Clizia Fornasier  | 86           |
| 9         | Silvia Salemi     | 85           |
| 10        | Fiordaliso        | 76           |
| 11        | Fabrizio Frizzi   | 74           |
| 11        | Amadeus           | 74           |

#### Classifica finale
La classifica finale è stata realizzata sommando ai voti della giuria il televoto con valore del 60% sul totale.
| Posizione | Concorrente       | Giuria | Televoto | Finale |
| --------- | ----------------- | ------ | -------- | ------ |
| 1         | Serena Rossi      | 13,85% | 39,68%   | 29,35% |
| 2         | Valerio Scanu     | 8,60%  | 24,51%   | 18,15% |
| 3         | Alessandro Greco  | 10,12% | 10,35%   | 10,26% |
| 4         | Matteo Becucci    | 8,30%  | 9,39%    | 8,95%  |
| 5         | Rita Forte        | 9,21%  | 4,23%    | 6,22%  |
| 6         | Roberta Giarrusso | 10,96% | 2,25%    | 5,73%  |
| 7         | Attilio Fontana   | 8,90%  | 2,15%    | 4,85%  |
| 8         | Amadeus           | 5,63%  | 2,48%    | 3,74%  |
| 9         | Fabrizio Frizzi   | 5,63%  | 2,35%    | 3,66%  |
| 10        | Silvia Salemi     | 6,47%  | 1,08%    | 3,24%  |
| 11        | Clizia Fornasier  | 6,54%  | 0,79%    | 3,09%  |
| 12        | Fiordaliso        | 5,78%  | 0,74%    | 2,76%  |

Nella serata conclusiva del torneo, a causa di un errore durante il trasferimento dei dati del televoto, non è stata resa visibile la classifica finale, inviata poi sul sito Internet del programma.

### Mission Impossible di Gabriele Cirilli
Proseguendo con lo schema della quarta edizione del programma principale, conclusasi la settimana precedente, Gabriele Cirilli si esibisce anch'egli settimanalmente, senza gareggiare con gli altri concorrenti.
| Puntata | Esibizione                         | Esito          | Note |
| ------- | ---------------------------------- | -------------- | --- |
| Prima   | The final countdown - Europe       | Prova superata | Gabriele Cirilli si è esibito interpretando dal vivo Joey Tempest, mentre John Norum, John Levén, Mic Michaeli e Ian Haugland sono stati interpretati da quattro musicisti. |
| Seconda | Daddy cool - Boney M.              | Prova superata | Così come per l'esibizione dei Ricchi e Poveri, dei Bee Gees, dei Beatles, degli ABBA, de Il Volo e dei Village People, Gabriele Cirilli ha interpretato dal vivo Bobby Farrell mentre le interpretazioni di Liz Mitchell, Marcia Barrett e Maizie Williams erano pre-registrate e mandate in parallelo. |
| Terza   | Fatti più in là - Sorelle Bandiera | Prova superata | In questa esibizione Gabriele Cirilli ha interpretato soltanto Tito LeDuc; Neil Hansen è stato interpretato da Paolo Conticini, mentre Mauro Bronchi è stato interpretato da Flavio Insinna. |

## Ascolti
| Puntata | Diretta Rai 1    | Telespettatori | Share  |
| ------- | ---------------- | -------------- | ------ |
| 1       | 14 novembre 2014 | 5 991 000      | 25,48% |
| 2       | 21 novembre 2014 | 6 009 000      | 25,92% |
| 3       | 28 novembre 2014 | 6 343 000      | 28,20% |
| Media   | Media            | 6 114 000      | 26,53% |